# Torre di Montmart
La Torre di Montmart (Tour Montmart in francese, detta anche  Tour de Battant o Tour Carrée), è una torre muraria di fortificazione di Besançon, datante dal XVI secolo.

## Storia
Eretta nel 1526, faceva parte delle antiche fortificazioni della città e, come la vicina Tour de la Pelote, venne conservata da Vauban, quando questi riorganizzò le difese della città. È situata nel quartiere di Battant, vicino al centro della città.
In quanto edificio facente parte della Cittadella, l'8 giugno 1942 è stato fatto oggetto di classificazione come Monumento storico di Francia.